# Acanthopsis
Acanthopsis is een geslacht uit de acanthusfamilie (Acanthaceae). De soorten komen voor in Afrika, van Namibië tot in westelijk Zuid-Afrika (de voormalige Kaapprovincie).

## Soorten
- Acanthopsis adamanticola H.M.Steyn
- Acanthopsis carduifolia (L.f.) Schinz
- Acanthopsis disperma Nees
- Acanthopsis dispermoides H.M.Steyn
- Acanthopsis dregeana H.M.Steyn
- Acanthopsis erosa H.M.Steyn
- Acanthopsis glabra (Nees) H.M.Steyn
- Acanthopsis glandulopalmata H.M.Steyn
- Acanthopsis glauca (Nees) Schinz
- Acanthopsis hoffmannseggiana (Nees) C.B.Clarke
- Acanthopsis horrida (Nees) Nees
- Acanthopsis insueta H.M.Steyn
- Acanthopsis ludoviciana H.M.Steyn
- Acanthopsis nitida H.M.Steyn
- Acanthopsis scullyi (S.Moore) Oberm.
- Acanthopsis spathularis (Nees) Schinz
- Acanthopsis tetragona H.M.Steyn
- Acanthopsis tuba H.M.Steyn
- Acanthopsis villosa H.M.Steyn

... · 
Acanthopsis · 
Acanthus · 
Achyrocalyx · 
Afrofittonia · 
Ambongia · 
Ancistranthus · 
Andrographis · 
Angkalanthus · 
Anisacanthus · 
Anisosepalum · 
Anisotes · 
Anomacanthus · 
Aphanosperma · 
Aphelandra · 
Ascotheca · 
Asystasia · 
Avicennia · 
Ballochia · 
Barleria · 
Barleriola · 
Blepharis · 
Borneacanthus · 
Boutonia · 
Brachystephanus · 
Bravaisia · 
Brillantaisia · 
Brunoniella · 
Calacanthus · 
Calycacanthus · 
Camarotea · 
Carlowrightia · 
Celerina · 
Cephalacanthus · 
Chalarothyrsus · 
Chamaeranthemum · 
Chileranthemum · 
Chlamydacanthus · 
Chlamydocardia · 
Chorisochora · 
Chroesthes · 
Clinacanthus · 
Clistax · 
Codonacanthus · 
Conocalyx · 
Cosmianthemum · 
Crabbea · 
Crossandra · 
Crossandrella · 
Cyclacanthus · 
Cynarospermum · 
Cyphacanthus · 
Danguya · 
Dasytropis · 
Dichazothece · 
Dicladanthera · 
Dicliptera · 
Dischistocalyx · 
Duosperma · 
Dyschoriste · 
Ecbolium · 
Echinacanthus · 
Elytraria · 
Encephalosphaera · 
Eranthemum · 
Eremomastax · 
Filetia · 
Fittonia · 
Forcipella · 
Glossochilus · 
Graphandra · 
Graptophyllum · 
Gymnostachyum · 
Gypsacanthus · 
Hansteinia · 
Haplanthodes · 
Harpochilus · 
Hemigraphis · 
Henrya · 
Herpetacanthus · 
Heteradelphia · 
Holographis · 
Hoverdenia · 
Hulemacanthus · 
Hygrophila · 
Hypoestes · 
Ichthyostoma · 
Isoglossa · 
Isotheca · 
Jadunia · 
Justicia · 
Kalbreyeriella · 
Kosmosiphon · 
Kudoacanthus · 
Lankesteria · 
Leandriella · 
Lepidagathis · 
Megalochlamys ·
Ruellia · 
Strobilanthes · 
Thunbergia · 
...